# Lycée français de Shanghai
Le Lycée français de Shanghai (LFS) est un établissement d'enseignement français à l'étranger situé à Shanghai, en Chine, accueillant des élèves internationaux de la Petite-section à la Terminale (de 3 à 18 ans). Fondé en 1996 sous le nom d'École Française de Shanghai (EFS), il est actuellement conventionné par l'Agence pour l'enseignement français à l'étranger.

## Histoire
Initialement établi sur Jin hui lu, dans le quartier de Hong Qiao, le Lycée a évolué au fil des ans. Au départ, les classes de lycée étaient restreintes, les élèves devant suivre des cours via le CNED. Progressivement, toutes les classes ont adopté un modèle d'enseignement direct, se détachant ainsi de la tutelle du CNED.
Face à des locaux devenant exigus, l'EFS a collaboré avec la Deutsche Schule Shanghai pour créer un campus commun à Qingpu, en banlieue de Shanghai, à la rentrée 2005. Ce campus, appelé Euro campus, a favorisé la mutualisation des services. Les deux écoles demeurent administrativement indépendantes.
L'EFS, rebaptisé Lycée Français de Shanghai en 2009, a ouvert en 2008 un second campus à Pudong, offrant des classes de primaires et développant progressivement des classes de collège. Deux sections internationales, chinoise et américaine, ont été introduites, préparant les élèves à l'Option Internationale du Baccalauréat.
En septembre 2019, le Lycée français a inauguré le campus de Yangpu, remplaçant celui de Pudong. Sur 56 000 m² partagés avec la Deutsche Schule Shanghai, comprend des installations sportives.

## Projet pédagogique
Le Lycée français de Shanghai, établissement scolaire de droit privé, est géré par le Comité de gestion de l'Association des parents d'élèves et est conventionné avec l'AEFE. Son enseignement est conforme aux programmes de l'Éducation nationale française, et les décisions d'orientation des élèves sont reconnues dans tous les établissements français à l'étranger ou en France.
Le Lycée propose diverses sections linguistiques au primaire et au secondaire. Les sections "Européennes" mettent en avant l'anglais, tandis que les classes "OIB" permettent l'étude de la littérature anglo-saxonne et le passage du baccalauréat d'Histoire en anglais. 

En 2023, le taux de réussite au Baccalauréat atteint 100 %, avec 91 % de mentions, et le taux de réussite au Diplôme National du Brevet est de 100 %, dont 97,6 % avec mention honorifique.

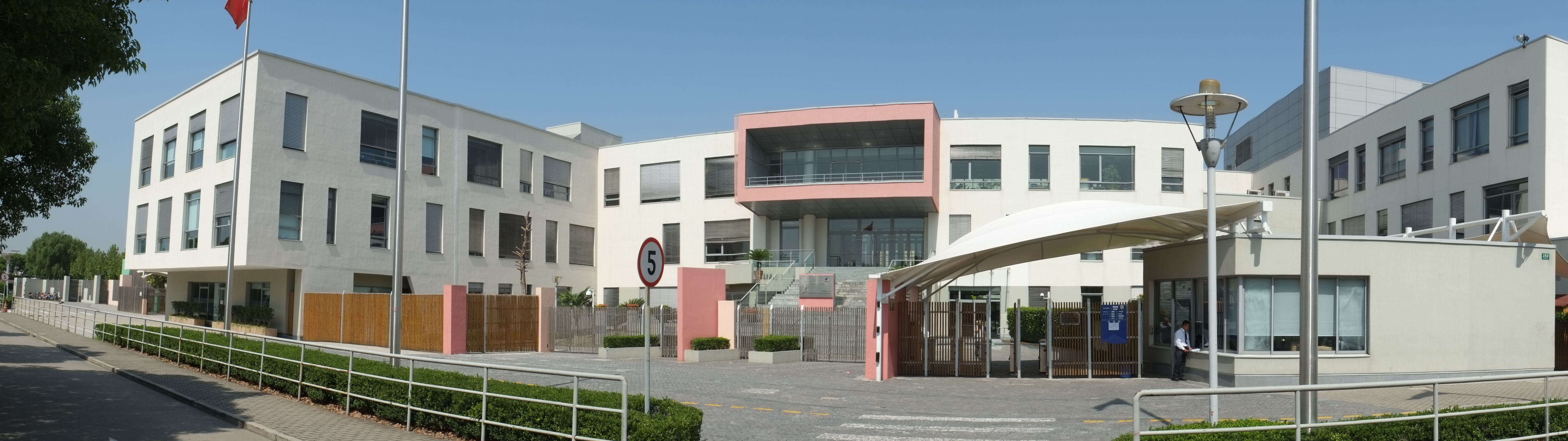
Eurocampus de Qingpu
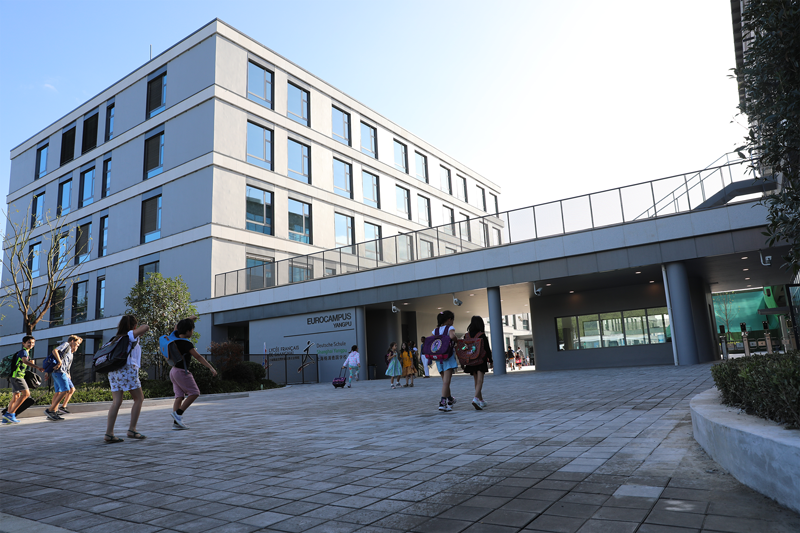
Eurocampus de Yangpu
Campus de Qingpu

### Français langue de scolarisation (FLS)
Le Lycée français de Shanghai accueille les enfants francophones et non-francophones. À partir de la maternelle, le programme FLSco permet aux élèves ne parlant pas le français ou ayant un faible niveau dans cette langue de suivre des cours intensifs particuliers.